# Kanton Mandelieu-Cannes-Ouest
Mandelieu-Cannes-Ouest is een voormalig kanton van het Franse departement Alpes-Maritimes. Het kanton maakte deel uit van het arrondissement Grasse. Het werd opgeheven bij decreet van 24 februari 2014, met uitwerking op 22 maart 2015.

## Gemeenten
Het kanton Mandelieu-Cannes-Ouest omvatte de volgende gemeenten:
- Cannes (deels)
- Mandelieu-la-Napoule (hoofdplaats)
- Théoule-sur-Mer